# Neo Geo X
O Neo Geo X é um console de videogame portátil desenvolvido e licenciado pela SNK Playmore e fabricado pela Tommo. Foi lançado em 18 de dezembro de 2012. É o retorno do console Neo Geo criado na década de noventa. Após alguns boatos e especulações na internet as primeiras informações sobre o Neo Geo X foram relatadas oficialmente em janeiro de 2012 e o portátil foi posteriormente confirmado em março.
O dispositivo roda jogos da plataforma Neo Geo AES / MVS e vem com 20 jogos originais pré-instalados. Títulos adicionais poderão ser disponibilizados em cartões de memória. O console foi lançado em dezembro de 2012 como parte de um pacote chamado de Neo Geo X Gold - Limited Edition, que inclui uma estação de acoplamento (Dock Station) modelado a partir do Neo Geo AES original que além de carregar sua bateria, o transforma em um console de mesa. No pacote Gold segue também uma réplica do controle original do Neo-Geo.

## Lançamento
Inicialmente foram divulgados muitos rumores de que o console custaria em torno de US$ 800,00 (oitocentos dólares), mas o preço do pacote Gold foi revelado pela SNK Playmore por US$ 200,00 (duzentos dólares), bem menos do que o console Neo Geo original. O portátil por si só, sem o acoplador docking station e a réplica do controle do Neo Geo AES original, custaria então US$ 129,99 (cento e vinte nove dólares e noventa e nove centavos). No entanto os links no site oficial para o portátil sem o dock station foram removido e os funcionários do setor FAQ de dúvidas da SNK Playmore disseram que o docking station era necessário para carregar o portátil.
Um cartão SD com o jogo Ninja Master foi oferecido como um bônus para os primeiros compradores. Vinte jogos virão pré-carregados no sistema, incluindo títulos clássicos da  SNK como Metal Slug, Fatal Fury, Samurai Shodown e The King of Fighters.
Jogos pré-instalados no portátil:
| - 3 Count Bout - Alpha Mission II - Art of Fighting - Baseball Stars II - Cyber-Lip - Fatal Fury - Fatal Fury Special - The King of Fighters '95 - King of the Monsters - Last Resort | - League Bowling - Magician Lord] - Metal Slug - Mutation Nation - NAM-1975 - Puzzled - Real Bout Fatal Fury - Samurai Shodown II - Super Sidekicks - World Heroes Perfect |

## Jogos adicionais
Jogos adicionais foram anunciados em fevereiro de 2013. É um conjunto de cinco volumes para serem lançados em abril de 2013. A série é chamada de NeoGeo X Classics e contará com cinco cartões de jogo com três jogos em cada perfazendo um total de 15 jogos.
NeoGeo X Classics: Volume I terá os seguintes títulos:
- Art of Fighting 3
- Blazing Star
- Breakers Revenge
- Garou: Mark of the Wolves
- Kizuna Encounter
- The King of Fighters 96
- The Last Blade 2
- Metal Slug 2
- Samurai Shodown III
- Savage Reign
- Sengoku
- Shock Troopers
- Super Sidekicks 3: The Next Glory
- Top Hunter
- World Heroes Jet

Além dos títulos, o NeoGeo X Classics: Volume I terá um system update (a Tommo não informou as modificações incluidas no update) junto ao SD Card, um Rocket High-Speed Data Transfer e um Charging Cable.

## Encerramento
Uma notícia de que a produção e fabricação do Neo Geo X foi pausada no Japão e que o envio do aparelho também havia sido encerrado circulou na internet, porém a produtora oficial do console se pronunciou informando que além de continuar com a produção ainda tem planos de lançar mais jogos, periféricos e updates do software.
Em outubro de 2013, a SNK anunciou o cancelamento do acordo de fabricação, feito com a Tommo.

## Hardware
O dispositivo tem uma tela de 4,3 polegadas LCD, slot para cartão SD, saída para A / V (áudio e vídeo), alto-falantes estéreo internos com um fone de ouvido de 3,5 mm. A resolução da tela de exibição 480x272 é a mesma do PlayStation Portable sendo assim 16:9. O sistema foi lançado em 18 de dezembro de 2012 como parte do pacote Neo Geo X Gold, que inclui o Neo Geo X portátil, a réplica do controle original do Neo Geo AES e o Docking Station, que além de funcionar como um carregador quando acoplado ao portátil, tem uma saída HDMI para TV's mais modernas. O sistema será distribuído pela Tommo Inc. na América do Norte e Blaze na Europa.
Os controles, jogos (em cartuchos ou CDs) e cartão de memória para salvar o progresso originais do Neo-Geo AES não são compatíveis com o Neo Geo X. Em comparação com o Neo Geo AES existem os novos botões - L1, L2, R1 e R2, semelhante aos controladores de PlayStation.